# 11760 Овер
11760 Овер (11760 Auwers) — астероїд головного поясу.
Тіссеранів параметр щодо Юпітера — 3,191.